# Psâmate
Psâmate (em grego:  Ψάμαθη, transl.: Psámathē), na mitologia grega, foi uma nereida, que se casou com um mortal, Éaco.
Psâmate foi uma das cinquenta nereidas, filhas de Nereu e Dóris; Nereu era filho de Ponto e Gaia, e Dóris era uma das oceânides, filhas de Oceano e Tétis.
Por causa de Afrodite, Psâmate se apaixonou por Éaco, com quem teve o filho Foco. Afrodite também fez Tétis, irmã de Psâmate, se apaixonar por Peleu, e desta união nasceu Aquiles.
Os meio-irmãos de Foco, Peleu e Telamon, filhos do casamento de Éaco com Endeis,  filha de Sciron, para agradar sua mãe, planejaram assassinar Foco, de forma que parecesse um acidente: durante o pentatlo, Peleu fingiu errar, e atingiu Foco com uma pedra. Peleu e Telamon foram exilados depois disso.